# هيئة الأوراق والأسواق المالية
هيئة الأوراق والأسواق المالية هي هيئة ذات شخصية اعتبارية تتبع لرئيس مجلس الوزراء تأسست بموجب القانون رقم 22 لعام 2005، مسؤولة عن الإشراف والرقابة على قطاع الأوراق المالية في سورية والعمليات المتعلقة به. يرأس الهيئة مجلس مفوضين مكون من سبع أشخاص أربع منهم متفرغين لعمل الهيئة وتهدف إلى:
- تنظيم وتطوير الأسواق المالية والأنشطة والفعاليات الملحقة بها.
- حماية المواطنين والمستثمرين في الأوراق المالية.
- تشجيع النشاط الادخاري والاستثماري.

ويندرج ضمن نطاق عملها الإشراف على الشركات المصدرة للأوراق المالية وشركات الخدمات والاستثمارات والوساطة المالية ومصارف وشركات الاستثمار وصناديق الاستثمار المشترك والأسواق المالية وشركات ومكاتب المحاسبة والتدقيق المعتمدة.